# メークドラマ
メークドラマ、メイクドラマ（MAKE DRAMA）は、長嶋茂雄による造語（和製英語）である。日本プロ野球の読売ジャイアンツ（巨人軍）が「ペナントレースで大逆転を演じる」という意味合いの言葉で、1995年、1996年に盛んに使用された。その後、メークミラクル、メークレジェンド、メークヒストリー、リメークドラマ等の造語が派生した。

## 誕生経緯
「メークドラマ」は1995年に低迷する巨人のナイン（選手）に奮起を促すため、あるいはマスコミに対して逆転の意志を表すために、監督の長嶋によって使われ始めた。しかしこの年は結局ペナントを逃し、リーグ優勝したヤクルトスワローズ監督の野村克也からは、ローマ字読みにひっかけて「負けドラマ」と揶揄されていた。

## 1996年（メークドラマ）
1996年、この年のシーズンは中盤まで首位が広島東洋カープで、巨人は首位に最大11.5ゲーム差をつけられていた。しかし、11ゲーム差で迎えた7月9日の対広島東洋カープ戦（札幌市円山球場）で、2回二死走者なしから9者連続安打で一挙7点を奪って勝ったのを機に、巨人の快進撃が始まった。
7月16日の対中日ドラゴンズ戦でチーム40勝を達成、その後もゲーム差を縮めていき、100試合目で首位に立った。そして、10月6日の対中日ドラゴンズ25回戦（ナゴヤ球場。これが同球場での最後の公式戦であった）に5-2で勝利し、巨人のリーグ優勝が決まった。11.5ゲーム差をひっくり返し、ここに「メークドラマ」が完成した。同年の日本シリーズ（対オリックス・ブルーウェーブ戦）では1勝4敗で敗退したものの、「メークドラマ」はこの年の新語・流行語大賞の年間大賞にも選出され、巨人の大逆転を表す言葉として以後定着することとなる。また、2000年12月31日放送のNHK『第51回NHK紅白歌合戦』で審査員を務めた長嶋は、番組冒頭で「メークドラマの始まりです」と述べ開会宣言を行っている。
- 札幌市円山球場での9者連続安打の全容

1. 後藤孝志 - 左翼線二塁打
2. 村田真一 - 左前安打（打点1）
3. 斎藤雅樹 - 右前安打
4. 仁志敏久 - 中前安打
5. 川相昌弘 - 左翼席満塁本塁打（打点4）
6. 松井秀喜 - 右前安打
7. 落合博満 - 右中間二塁打（打点1）
8. シェーン・マック - 中前安打（打点1）
9. 清水隆行 - 右前安打

## 1997年から2007年まで（メークミラクル）
以後、巨人がペナントレースで首位に大きく遅れをとると、各メディアが必ずメークドラマを書き立てることとなる。特にメークドラマのひとつのきっかけとなった円山球場での巨人主催試合（2001年以降は札幌ドームで開催）の時期が近づくと「札幌はメークドラマ発祥の地」などと大きく取り上げられる。だが1997年から2007年までの間は、巨人がシーズン序盤から首位だった2000年・2002年・2007年を除けば、巨人が大差から逆転優勝を果たしたケースはなかった（巨人以外のものでは、1998年のパ・リーグにおいて、西武ライオンズが首位日本ハムファイターズに付けられた最大10ゲーム差をひっくり返して、リーグ優勝している）。
1997年、前年以上にゲーム差が開くと、今度はメークミラクル（Make-Miracle）という言葉が誕生し、メークドラマを上回る大逆転劇をと話題になったが、Bクラスの4位に終わった。メークミラクルという言葉は、巨人が首位中日を猛追した1999年にも各メディアで使われたが、最終的に巨人は2位に終わった。2001年には終盤に巨人が首位ヤクルトに一時1.5ゲーム差まで迫る追い上げを見せ、ミラクルアゲインという言葉が誕生したが、こちらも巨人は2位に終わっている。
2003年、巨人が序盤の時点で首位阪神タイガースに大きく水をあけられ、メークドラマやメークミラクルが各メディアで使われ出した。日本テレビ系列『ズームイン!!サタデー』内「プロ野球熱ケツ情報」（巨人のことを取り上げることが多い）では「メークドラマとメークミラクルでは根本的に違う」「メークドラマでは巨人が逆転優勝できるが、メークミラクルではできないので、メークドラマを使おう」などと巨人ファンに呼びかける場面があった。しかし、この年は結局3位に終わった。
報道陣も首位から10ゲーム差以上離されるとなにかしらメークドラマという言葉にひっかけようとする風潮がある。実際、毎年巨人に限っては11.5ゲームを超えると限界越えなどとマスコミから追い討ちをかけるように騒がれる（これは後述の14.5ゲームを超えた場合も同様の事例がある）。しかし、11.5ゲームを逆転したメークドラマは130試合制であって、当時とは試合数の異なる現在では当てはまらないという声もあり、メークレジェンドはそれが見事的中した形となった。

## 2008年（メークレジェンド）

### 序盤の低迷
巨人は、球団ワースト記録となる開幕5連敗を喫するなど開幕直後の10試合で2勝7敗1分とスタートダッシュに失敗、4月4日には単独最下位となるなど遅れを取り、シーズン序盤はBクラスと低迷した。
チームの低迷を重く見た監督の原辰徳は、4月半ばから、一軍の一部基幹メンバーを除いて、一二軍問わず調子が良好な選手を積極的に使う戦略への転換を試みた。不調の主力選手を降格させる代わりに二軍の若手・中堅選手を次々に昇格させ、一軍と二軍の間で調子の良い選手と悪い選手の入れ替えを活発化させ始めた。5月から7月までの3ヶ月間で一軍に上げた選手は延べ34人に上る。
さらに、松井以来の10代での開幕スタメンを射止めた高卒2年目の坂本勇人が二岡智宏に代わる遊撃手のレギュラーとして定着し、亀井義行、脇谷亮太、隠善智也、加治前竜一などを積極的に日替わりでスターティングメンバーに起用した。代走・守備固め要員では鈴木尚広、古城茂幸などを試合終盤に多く起用。谷佳知、木村拓也、大道典嘉といった代打要員の中堅・ベテラン選手も日替わりで活躍した。投手でも中継ぎでこの年の新人王を受賞することとなる山口鉄也や越智大祐が最終的に70試合近い登板を記録。これに加えて西村健太朗が5月末までに両リーグトップとなる29試合に登板してリリーフ陣を支えた。
巨人は5月半ば過ぎから勝率5割よりやや下を推移し続けたが、セ・パ交流戦の頃から徐々に調子を上げ始め、5月28日の対楽天戦ではシーズン6度目の挑戦で勝率5割とし、6月18日の対オリックス戦で初めて勝利数が先行、下位争いから抜け出し徐々に上位2チームへの追撃体制を整えていく。

### 阪神の独走
中日・阪神は、巨人とは全く対照的に開幕5試合を無敗で開幕ダッシュに成功した。特に阪神は、セ・リーグタイ記録となる開幕から7カード連続で勝ち越すなど3・4月を19勝7敗1分と圧倒的な成績で首位を快走。本塁打が12球団最少ながら、不動の4番金本知憲や新加入の新井貴浩ら打線が切れ目なく繋がることで得点を挙げ、その打線があげたリードをJFKがしっかり守り切る戦いで、交流戦も2位で終えるなど勢いは止まらず、開幕戦で勝って以降前半戦は一度も首位を譲ることなく、歴史的な独走で、7月6日対横浜戦で両リーグ最速の50勝に到達。8日の対巨人戦で巨人の自力優勝を消滅させ、クライマックスシリーズ・マジック55が点灯した。
この時点で、阪神（1位）と巨人（3位）のゲーム差は最大の13ゲーム差に開く。翌日には中日（2位）の自力優勝も消滅。7月19日対中日戦で貯金を最多の29とし、7月22日の対巨人戦に勝利したことで阪神に優勝マジック46が点灯した。オールスターゲーム前の優勝マジック点灯は史上5チーム目のことであった。

### 巨人の復調と北京オリンピック
巨人は自力優勝が消滅したが、7月初旬から鈴木が1番に定着。前年のリーグMVP・小笠原道大も復調。前記で述べた多くの若手・ベテラン選手も機能した。投手陣も先発要員としてエイドリアン・バーンサイドが途中加入。リリーフ陣は西村が離脱したものの、山口、越智、豊田清など、中継ぎ陣の層の厚さでカバーし、抑えのマーク・クルーンも含めた勝利の方程式が確立したことで試合運びが安定し始めた。これにより、7月11日には中日をかわして単独2位に立った。7月末のオールスター直前には首位阪神と9.5ゲーム差とし、その後も巨人は貯金を増やしていく。
この年の夏には北京オリンピックが控えていた。北京大会を最後に野球は正式競技から外れるため、星野仙一監督のもと、悲願の金メダルを目指して日本代表には各球団の主力が集った。巨人からは上原浩治と阿部慎之助、阪神からは藤川球児、矢野輝弘、新井が選出。オールスター直後から8月24日まで代表選手はペナントレースの戦いから離れるため、巨人は五輪期間中の阿部の代役として、6月中旬に横浜から真田裕貴とのトレードで鶴岡一成を獲得した。一方、阪神も藤川の代役として7月にクリス・リーソップを獲得。矢野の代役は控え捕手の野口寿浩を据えた。
しかし五輪が始まると両チームは明暗が分かれる。巨人は五輪期間中、6勝6敗で乗り切ったのに対し、阪神は5勝8敗と負け越した。阪神は新井を欠いたことで特に8月5日からの9試合を1試合平均2得点と貧打に泣き、その9試合で1勝8敗と急失速した。リーソップも防御率6.75と期待外れに終わり、優勝マジックも2度消滅した。
さらに阪神に追い打ちをかけるように、新井が前半戦から痛めていた腰を全治2ヶ月の疲労骨折と診断され、帰国後も戦列復帰ができない状態となった。8ゲーム差で迎えた五輪終了後初の直接対決3連戦では阪神が初戦を取った後、連敗して負け越し。阪神はここから9月5日まで5連敗を喫した一方、巨人は五輪メンバー復帰から9月5日までの11試合を9勝2敗と猛追を見せたことで、ゲーム差は3.5まで縮まる。

### 巨人の猛追と最終盤のデッドヒート
その後再び6ゲームまで差は広がったが、巨人は9月11日の対中日戦から怒涛の連勝をスタート。猛烈な追い上げで阪神との差を瞬く間に縮める。3ゲーム差で迎えた9月19日からの直接対決3連戦もその勢いは止まらず、3連戦合計でアレックス・ラミレスが1本塁打5打点、阿部、小笠原、李承燁がともに2本塁打4打点と打線が爆発。阪神の先発投手を3人とも5回もたずに引きずり下ろして、連勝を10まで伸ばし、直接対決3試合目の9月21日についに同率首位に追い付く。その後の3試合を両者がともに勝ち→引き分け→勝ち、と全く同じ勝敗で同率のまま一歩も譲らず、巨人は引き分けを挟んで12連勝まで伸ばす。9月25日に巨人の連勝が止まって再び阪神が単独首位に立つと、その後は両チームとも抜け出せないまま一進一退のせめぎ合いが続き、巨人は単独首位に立つことができないまま140試合を消化。一方、追いつかれても追い抜かれはせず、最終盤でも優位を保っていた阪神も140試合目の10月6日対ヤクルト戦に敗れたことで、両者が81勝56敗3分の同率首位で並んだ状態で141試合目の10月8日の最終直接対決（東京ドーム）を迎える。試合は4回に李の2点適時打で先制した巨人が先発内海哲也ー山口ー豊田ークルーンの継投で阪神を押し出し四球の1点に抑えて逃げ切り、対阪神戦7連勝。ついに阪神を抜いてシーズン初の単独首位に立ち、巨人に優勝マジック2が点灯した（敗れた阪神は、シーズン初の2位転落）。
その後、10月10日の対ヤクルト戦（明治神宮野球場）に勝利、阪神は同日の対横浜戦（横浜スタジアム）に敗れたため、巨人の2年連続32回目のリーグ優勝が決定した（この時の残り試合数は巨人：1、阪神：2）。最大13ゲーム差からの逆転は1996年を上回ったため、マスコミは「メークドラマ」を超える「メークレジェンド（伝説を作る）」「レジェンド完結」と呼んだ。元々はボビー・バレンタインの発言が発祥で、原は「メークレジェンド」という言葉は使わなかった。そのため、一部報道機関ではメークドラマの再現ということで「リメークドラマ」（後述も参照）などとも報道され、優勝決定後も統一されなかったが、原は優勝会見で「…歴史をつくり、伝説をつくり…」と発言した。また、インターネット上では同年8月2日に日刊スポーツ出版社から発売された雑誌「08激闘セ・リーグ優勝目前号 Vやねん!タイガース」から、「Vやねん!」のスラングで呼ばれることもある。
ひっくり返した13ゲーム差はセ・リーグ新記録で、プロ野球全体では1963年の西鉄に次ぐ2番目だった。
シーズン後、巨人に逆転優勝を許す「歴史的V逸」を喫した阪神監督・岡田彰布は責任を取って、球団や周囲の慰留を振り切り辞任した（後任は真弓明信）。また、金本は1996年に最大11.5ゲーム差を返されたメークドラマを広島選手として、2008年に最大13ゲーム差を返されたメークレジェンドを阪神選手として双方を体験した唯一の選手である。またこの年の阪神は7度優勝マジックを点灯し、その全てが消滅したが、これは2リーグ制以後最多であり、従来の最多記録である3度を大きく更新した。
メークレジェンドはこの年の流行語大賞の候補にノミネートされたが、メークドラマに続いての大賞受賞には至らなかった。

### 2008ポストシーズン
ペナントレース優勝の巨人はその後、10月22日から25日まで行われたクライマックスシリーズ第2ステージ（6戦制）で、2位の阪神を2勝1敗で下して第1ステージを突破したリーグ3位の中日と対戦、通算成績3勝1敗1分で日本シリーズへの進出を決めた。対戦相手はパ・リーグ覇者で、クライマックスも順当に制した西武であった。
日本シリーズは11月1日から始まり第7戦まで行われたが、結局3勝4敗で巨人は西武に敗れた。

#### 考察
巨人はこの年低迷した横浜・ヤクルトにそれぞれ18勝5敗1分け、18勝6敗（内3敗は開幕3連戦）とこの2チームだけに25もの貯金を作った一方で、阪神は、巨人が負け越した中日には17勝6敗1分けだったものの、横浜・ヤクルトにはいずれも13勝10敗1分けで、特にオールスター以後の横浜戦には13回戦から6連敗を喫するなど4勝8敗1分と大きく負け越しており、下位チームとの対決での取りこぼしが後半に入ってから非常に目立つようになっていた。さらに8月30日から巨人は阪神との直接対決で7連勝。それまでの17試合は阪神が10勝7敗と勝ち越していただけに、巨人に猛追される中、直接対決で突き放すチャンスをことごとく逃し、逆に巨人にどんどん差を詰められてしまったことは阪神にとって痛恨であった。
なお、このシーズンはシーズン序盤から絶不調だった横浜が借金46の最下位で、7月に前半戦好調だった中日が巨人との2位争いに敗れてそのまま失速し貯金3で3位、ヤクルトが借金8で5位、広島が借金1で4位で共にシーズン負け越しと、完全に巨人と阪神が8月以降はリーグ優勝を争う状態となっており、シーズン勝敗の最終結果は、敗れたとはいえ2位の阪神は82勝59敗3分の貯金23、優勝の巨人は84勝57敗3分の貯金27と、セリーグの貯金をこの2チームでほぼ独占した。
阪神は6月12日に59試合目で40勝に到達しており、セ・リーグで60試合目までにシーズン40勝を挙げたチーム（過去11チーム）がペナントを逸したことはこれまでなかった。

## 2016年（リメークドラマ、日本ハムの逆転優勝）
メークドラマから20年後の2016年は、広島が交流戦で11勝6敗と5つの貯金を作り、貯金を作ることのできなかった他のセ・リーグ5チームから頭一つ抜け出した。交流戦終盤から続いた連勝はリーグ戦が再開しても止まらず、6月29日の対ヤクルト戦まで11連勝。その後も首位街道を突き進み、7月24日時点で2位巨人と10ゲーム差をつける。しかし不振だった巨人打線が1番長野久義、4番阿部への打順変更で7月後半から復調し、徐々に広島とのゲーム差を詰め始めると、マスコミは「独走する広島と追う巨人」という1996年と同じ構図にメークドラマを重ねてこぞって「リメークドラマ」と報じ出し、これが瞬く間に拡散。広島側からもジェイ・ジャクソンが「以前、カープが首位を走って大きくゲーム差を付けていたにもかかわらず、2位のジャイアンツに引っくり返されて逆転優勝を奪われた話も聞いた。でも、そんなことはもう2度と起こらない。」と発言するなど、選手・ファンともに巨人の追い上げムードへの意識が高まっていく。
8月に入っても巨人の勢いは止まらず、6.5ゲーム差で迎えた8月5日からの広島との直接対決3連戦でも1戦目2戦目と逆転勝ち。7月29日から続く連勝を7として、4.5ゲーム差まで縮める。3戦目も1点をリードして9回裏2死無走者までこぎつけるが、抑えの澤村拓一が菊池涼介に同点本塁打を浴びると、次打者の四球を挟み、前年から広島に復帰した新井に適時二塁打を打たれ逆転サヨナラ負けを喫する。この日を境に巨人の追撃ムードは失速。一方、広島は順調に勝ち続け、8月24日には優勝マジック20が点灯。その後もマジックは順調に減り続け、結局巨人は9月10日の東京ドームでの直接対決に敗れて目の前で広島に25年ぶり7度目のリーグ優勝を決められてしまう。これで巨人にとってはリメークドラマの不成立が確定。広島にとってはメークドラマの再現を許さず、最終的には17.5ゲーム差の大差をつけての優勝となった。
この年の新語・流行語大賞の年間大賞には、広島監督の緒方孝市が鈴木誠也の活躍を評した言葉で、のちにチーム全体の好調さを象徴する言葉となった「神ってる」がノミネートされ、「メークドラマ」と同様、大賞に選出された。
なお、パ・リーグでは2016年に北海道日本ハムファイターズが最大11.5ゲーム差をソフトバンクからひっくり返して逆転優勝を果たしている。日本ハムはその後クライマックスシリーズを勝ち抜き、広島との日本シリーズも制して10年ぶり3回目の日本一を手にした。